# El Sobrante
El Sobrante is een plaats in Contra Costa County in Californië in de VS. Het woord El Sobrante betekent "de overgeblevene" in het Spaans.

## Geografie
El Sobrante bevindt zich op 37°58′7″Noord, 122°17′45″West. De totale oppervlakte bedraagt 8,0 km² (3,1 mijl²) wat allemaal land is.

## Demografie
Volgens de census van 2000 bedroeg de bevolkingsdichtheid 1527,0/km² (3953,1/mijl²) en bedroeg het totale bevolkingsaantal 12.260 dat bestond uit:
- 60,35% blanken
- 12,16% zwarten of Afrikaanse Amerikanen
- 0,67% inheemse Amerikanen
- 12,50% Aziaten
- 0,29% mensen afkomstig van eilanden in de Grote Oceaan
- 6,97% andere
- 7,06% twee of meer rassen
- 15,58% Spaans of Latino

Er waren 4676 gezinnen en 3170 families in El Sobrante. De gemiddelde gezinsgrootte bedroeg 2,61.

## Plaatsen in de nabije omgeving
De onderstaande figuur toont nabijgelegen plaatsen in een straal van 8 km rond El Sobrante.

## geboren
Al Sobrante (1969), drummer 